# Övervakning och straff
Övervakning och straff, originaltitel Surveiller et punir, är en essäbok av den franske filosofen Michel Foucault, utgiven 1975. Författaren analyserar de sociala och teoretiska mekanismer som låg bakom förändringen av det västerländska bestraffningssystemet från 1700-talet och framåt. Foucaults övergripande syfte med boken är att klargöra humaniseringen av rättsväsendet och uppkomsten av fängelsestraffet. Med tiden övergavs kroppsstraff som till exempel avrättning och tortyr och ersattes av fängelse och straffarbete.
Boken inleds med en skildring av den utdragna avrättningen av Robert-François Damiens, som i början av januari 1757 hade försökt mörda den franske kungen Ludvig XV. Damiens var den sista personen i Frankrike att avrättas genom dragning och fyrdelning. Foucault belyser även bruket att täcka den dödsdömdes ansikte med en svart huva. Den dödsdömde ansågs vara ett monster och bör därför inte tillåtas att se dagens ljus. Den dödsdömde nekas att se och att ses.

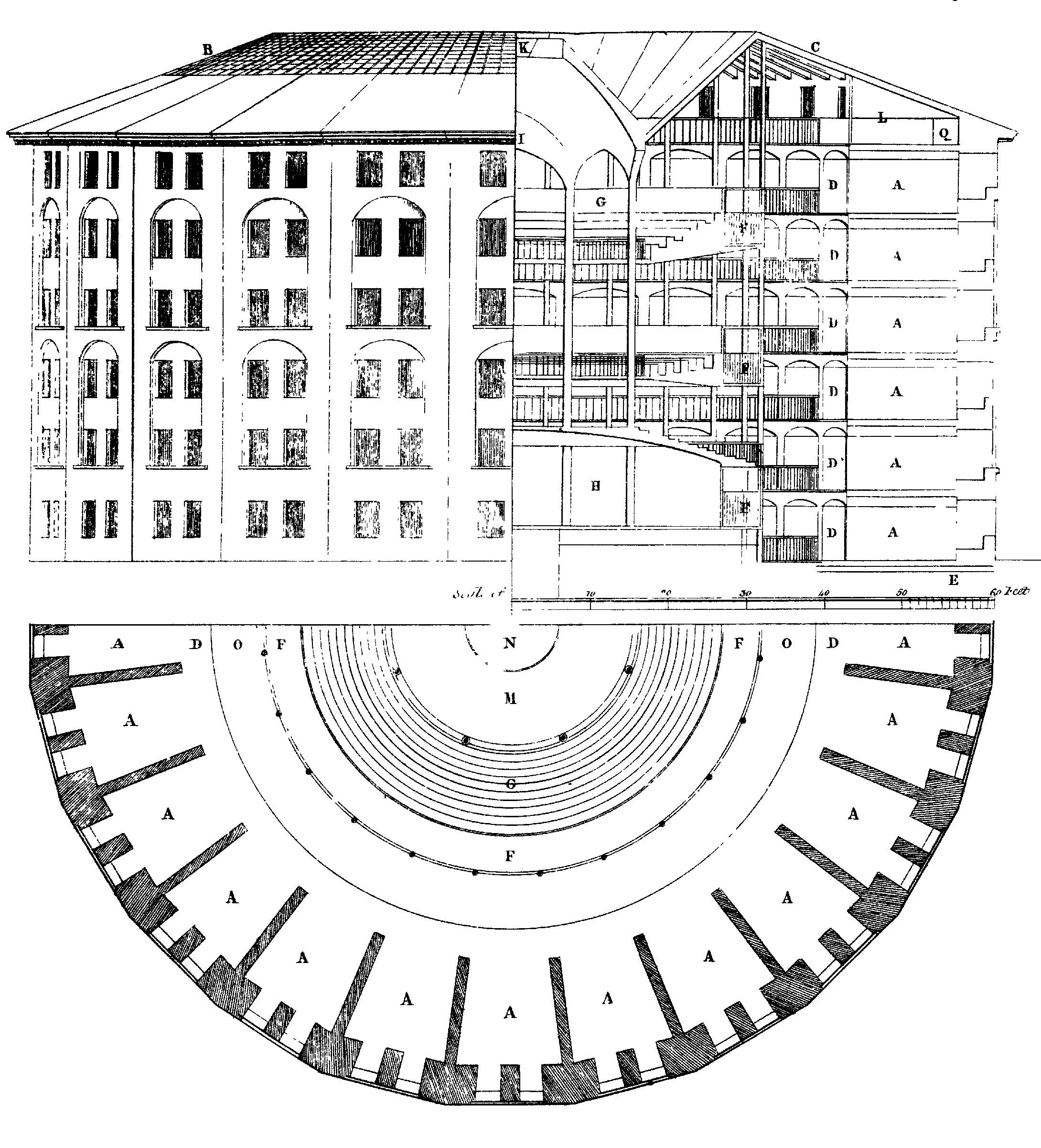
Planskiss över Panoptikon.

I boken lanserar Foucault den sociala teorin rörande panoptismen, uppkallad efter den av Jeremy Bentham designade fängelsebyggnaden Panoptikon. Denna byggnad är rund och har tårtbitsliknande celler. I byggnadens mitt finns ett torn där en enda övervakare har överblick över samtliga interner, men dessa kan inte veta om de blir övervakade eller inte.